# Szentmiklóssy–Kubinyi-kastély
A Szentmiklóssy–Kubinyi-kastély Erdőtarcsa egyik fő látványossága.

## Története
A kastélyt a gömöri Szentmiklóssy család építtette a 18. század második felében (valamikor 1750 és 1770 között). A barokk stílusú épületet valószínűleg az a Mayerhoffer András tervezte, aki Grassalkovich Antal gödöllői kastélyát is.
A kastélyban utoljára a Kubinyi család lakott, majd a második világháború után a falu iskoláját helyezték el benne. Az épületet a Magyar Tudományos Akadémia (MTA) állíttatta helyre pihenő- és alkotóháznak, helyiségeit korhű bútorokkal rendezték be. Egyéni vendégeket is fogadnak olyankor, amikor az Akadémia nem köti le az összes szobát.

## Az épület
A nem különösebben nagy kastélyt számos egyedi építészeti megoldás teszi különlegessé. Ezek egyikeként nemcsak a kastély főbejáratán, de az emeleti nagyteremből is közvetlenül kiléphetünk a kertbe. Ennek érdekében a kastély mögött feltöltötték a parkot, és azt az épület mindkét oldalán túlnyúló fallal támasztották meg. Így a kastélyhoz érkezők először egy földszintes épületet látnak, és csak a főbejárat elé kanyarodva pillantják meg az épület földszintjét: az északkeleti homlokzata két-, a délnyugati egyszintes. A bábos korláttal lezárt kő támfal mindkét végét emeletes, nyolcszögletű, bástyaszerű pavilonnal zárták le. A manzárdtetős épület tetőterét beépítették.
A várkastélyra utaló, romantikus hangulatot erősítendő az emeleti nagyteremből kőhídon léphetünk ki a kertbe. Ez az ötletes megoldás nemcsak felidézi azt a kort, amikor a várkastélyokat vizesárokkal vették körül, de egyúttal a földszinti termeket is természetes fénnyel látja el.
A zömök téglalap alaprajzú épület főhomlokzatának háromtengelyes középrészét timpanonnal díszített középrizalit zárja le, benne Szentmiklóssy Antal és felesége, Uza Mária családi címerével.
A kastély belseje kéttraktusos, részben középfolyosóval. A földszinti helyiségek mennyezete fiókos süvegboltozat. Szép, bábos korlátú barokk falépcső vezet az emeletre, az épület egykor legpompásabb helyisége, a nagyterem elé. Egyes emeleti szobákat tükörboltozat, másokat dongaboltozat fed.
Figyelemre méltó a nagyterem empire stílusú kályhája – a többi kályhának csak a helye maradt meg.
Az épület körüli parkból alig több mint három hektár maradt meg.

## Képgaléria

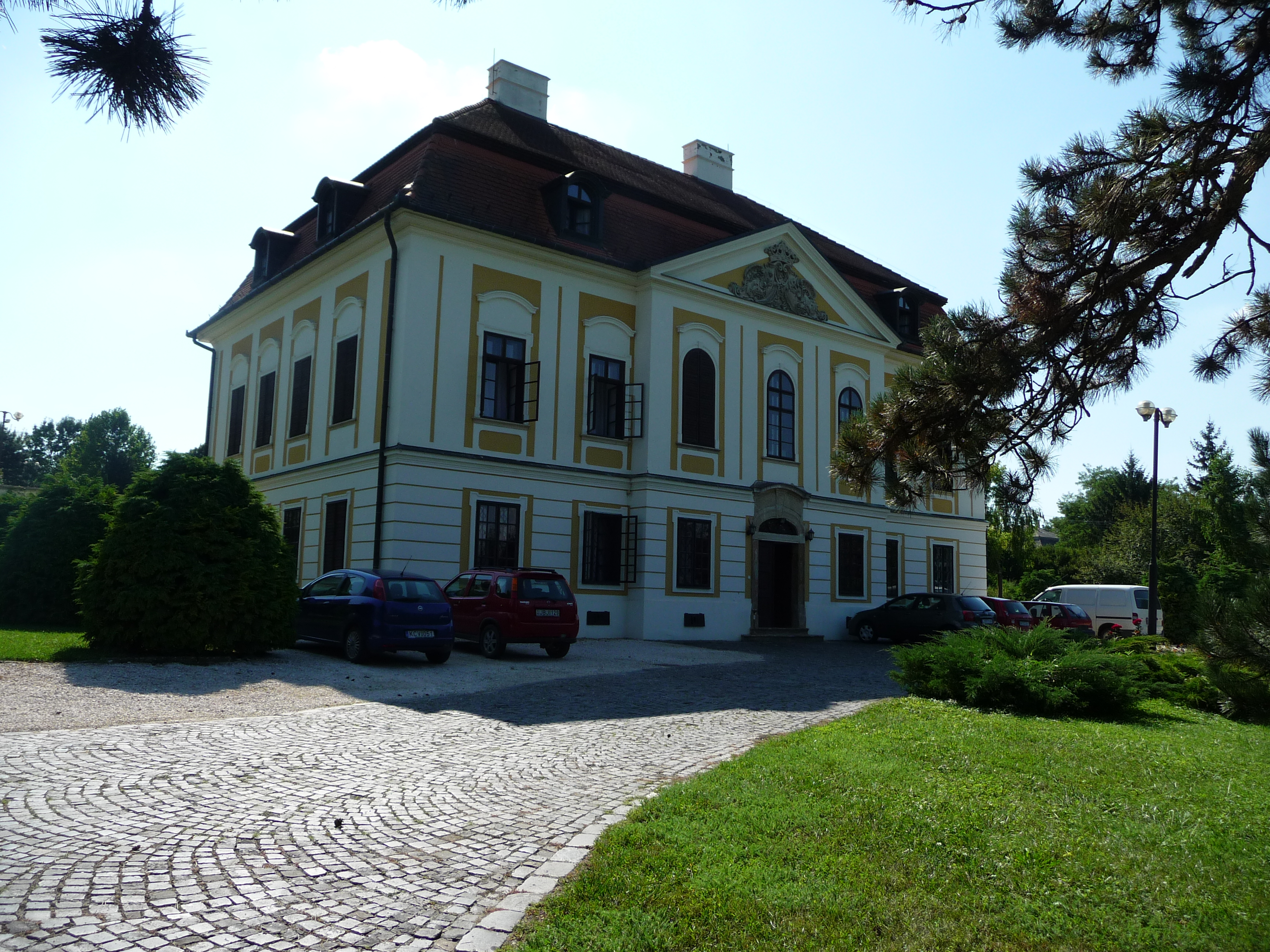
A kastély északkeleti homlokzata
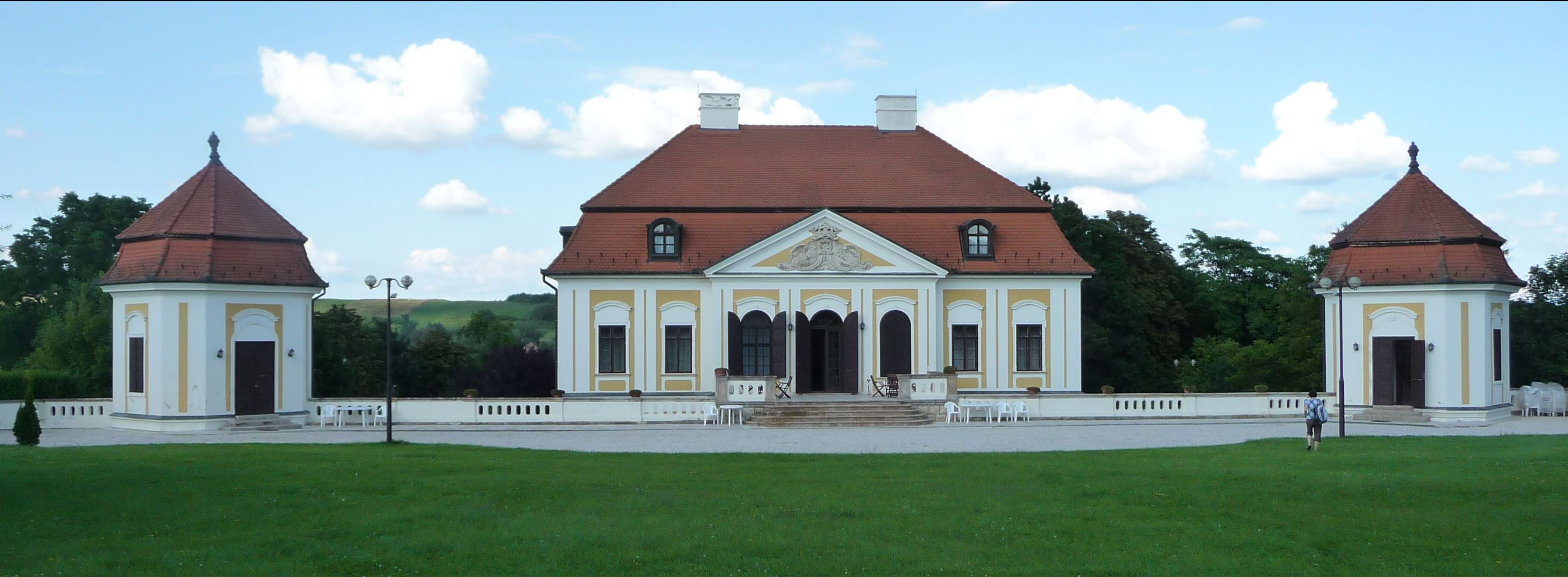
A kastély délnyugati homlokzata
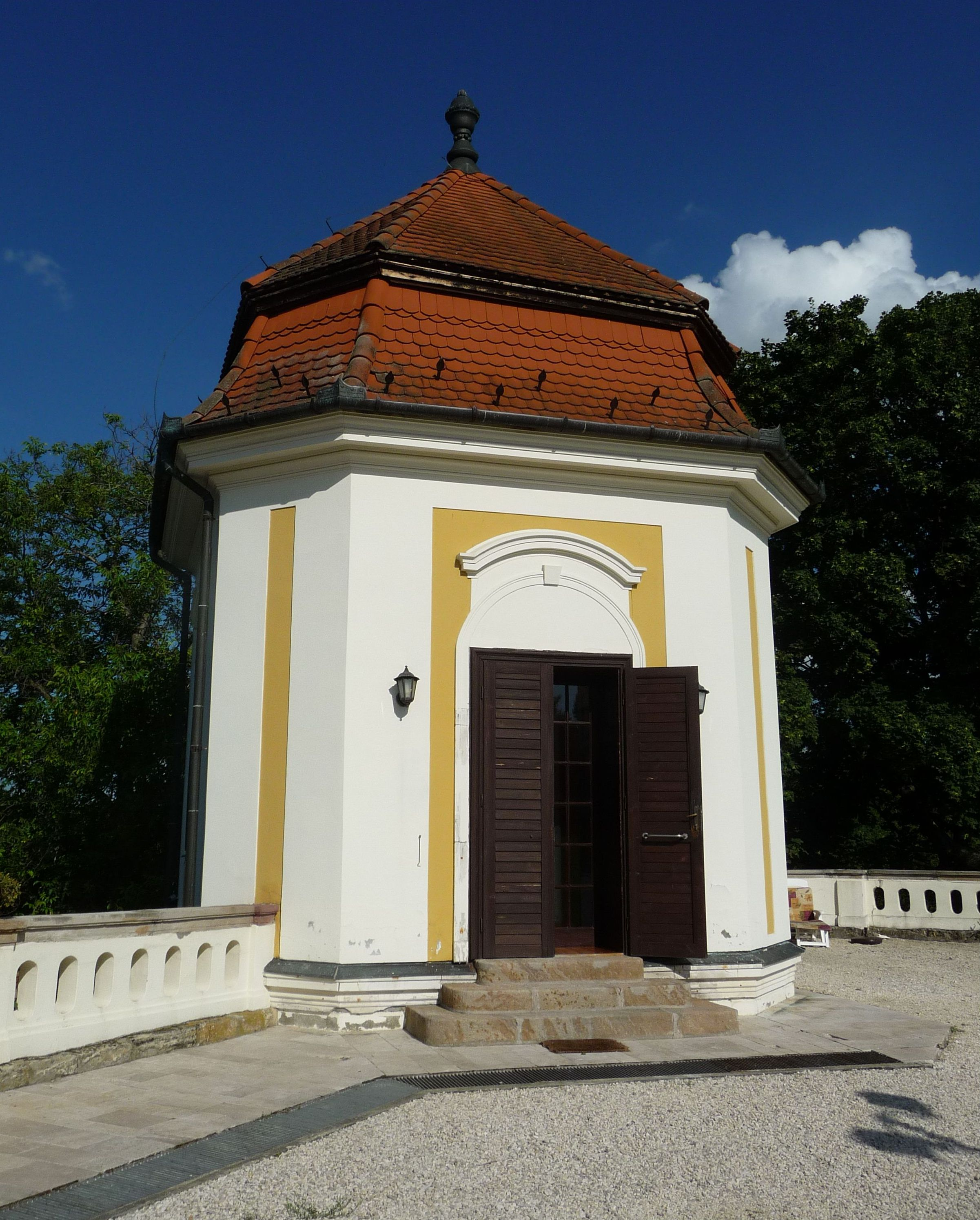
A kastély déli pavilonja a támfal korlátjával
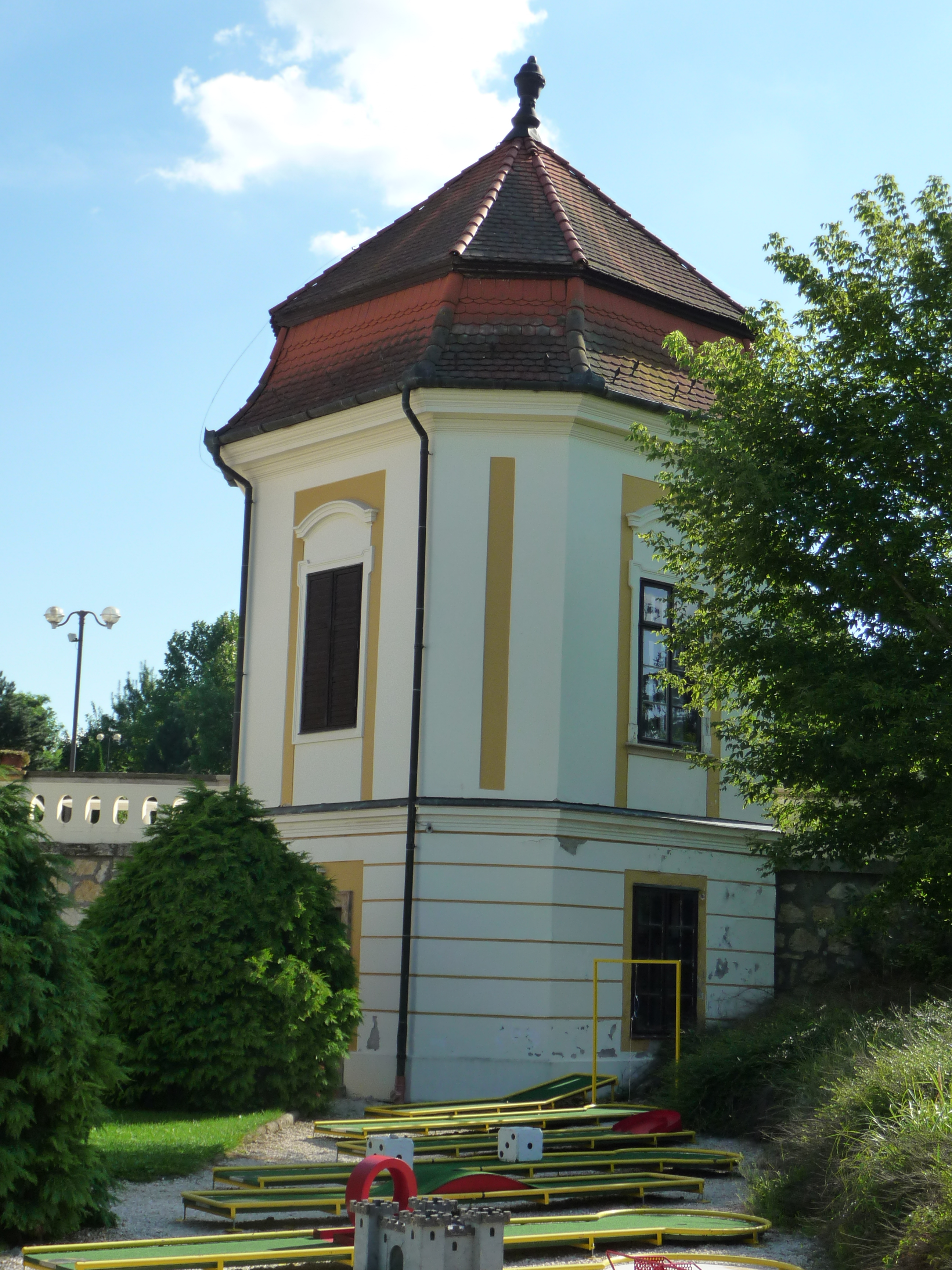
A kastély északi pavilonja a minigolfpályával
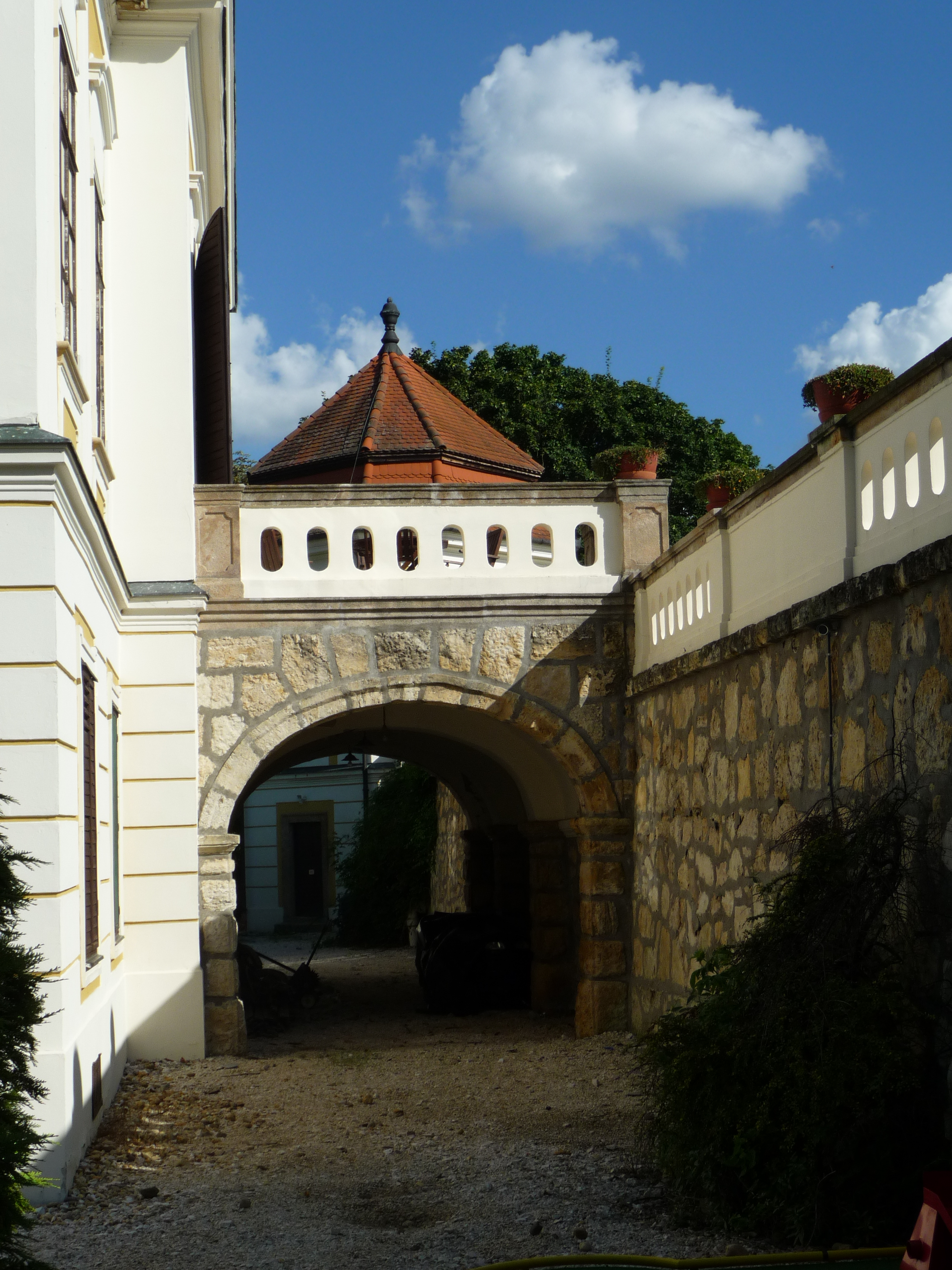
A kastély és a támfal közötti kőhíd
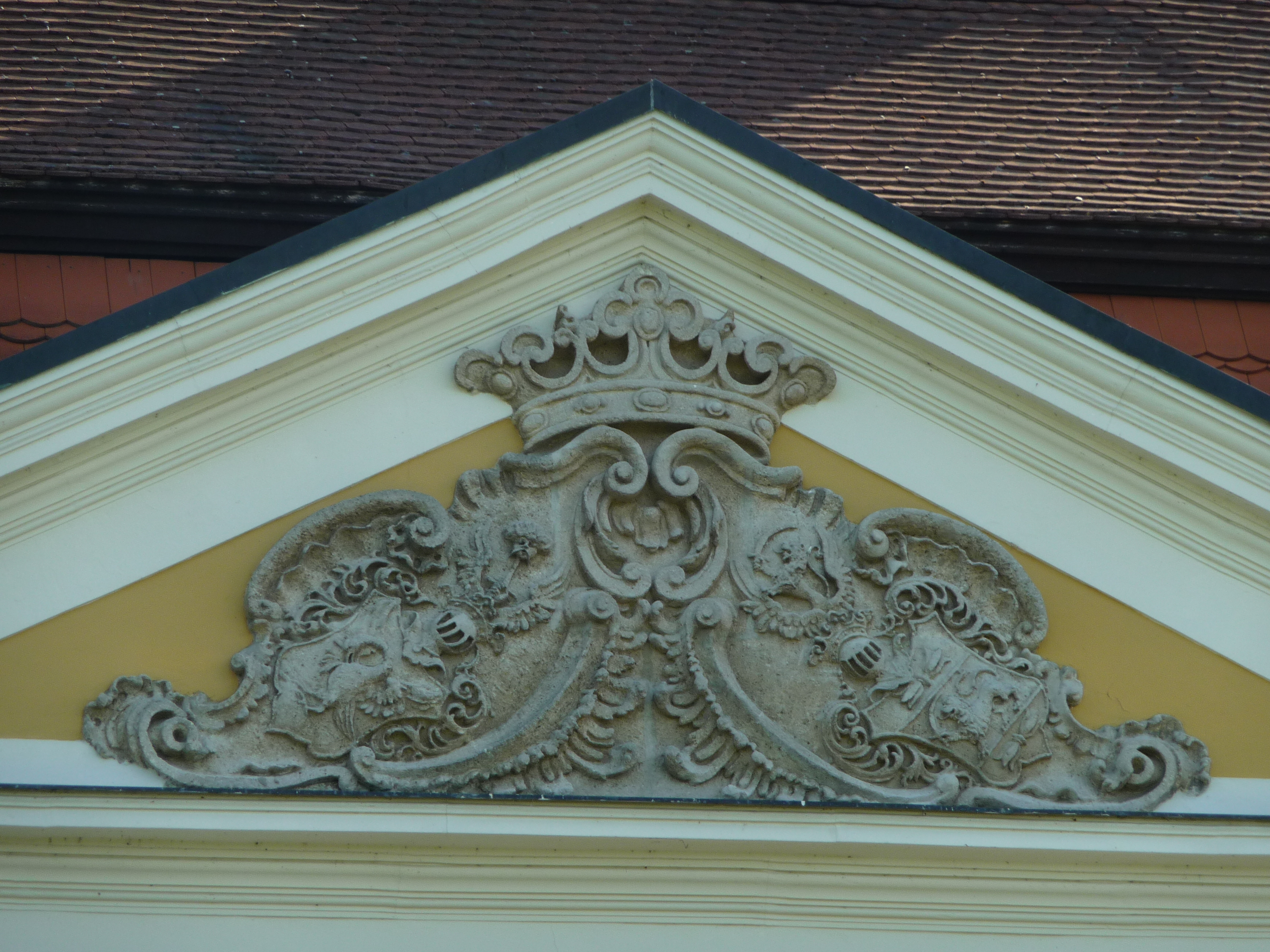
A Szentmiklóssy és az Uza család homokkőből faragott címere a kastély homlokzatán
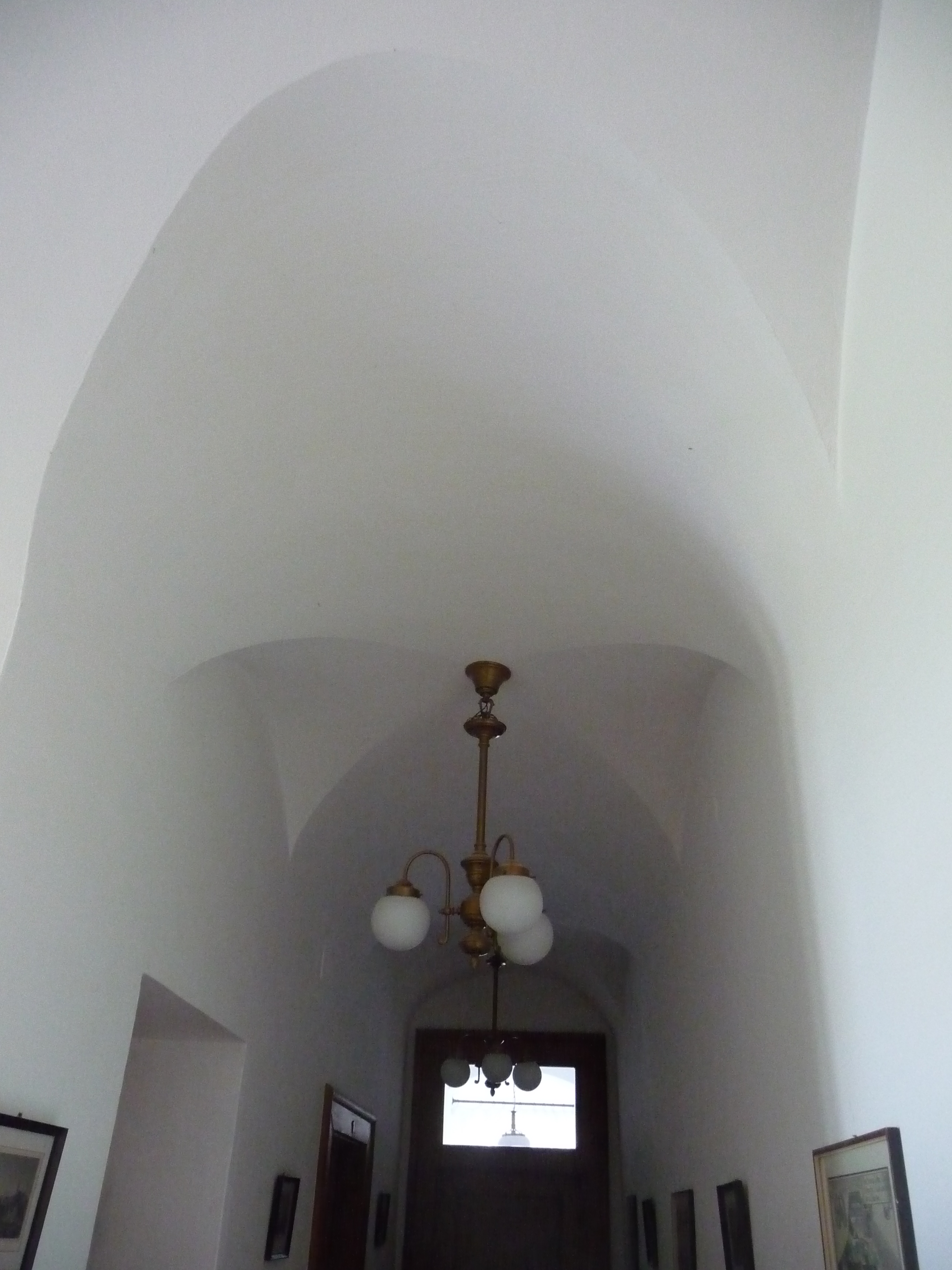
A földszinti folyosó fiókos süvegboltozata
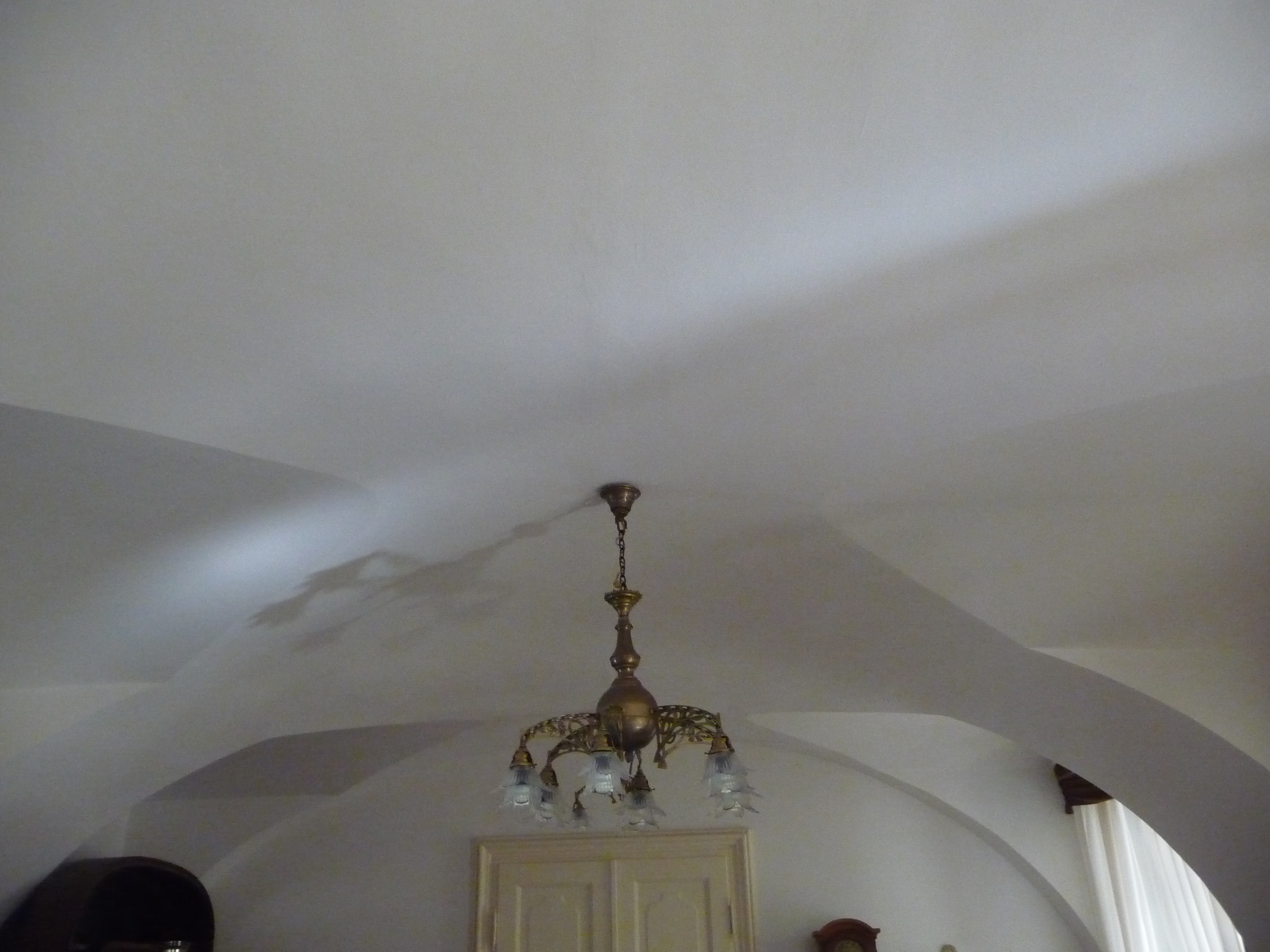
Az ebédlő fiókos süvegboltozata

## Külső hivatkozások
- Erdőtarcsai Akadémiai Üdülő MTA Kastélyhotel
- Szentmiklóssy–Kubinyi-kastély (MTA Alkotóháza) – Műemlékem.hu
- Rejtőzködő szépségeink: a Szentmiklóssy-Kubinyi kastély
- MTA Kastélyhotel Erdőtarcsa – Szállás.hu